# St. Salvator (Höchstädt an der Donau)

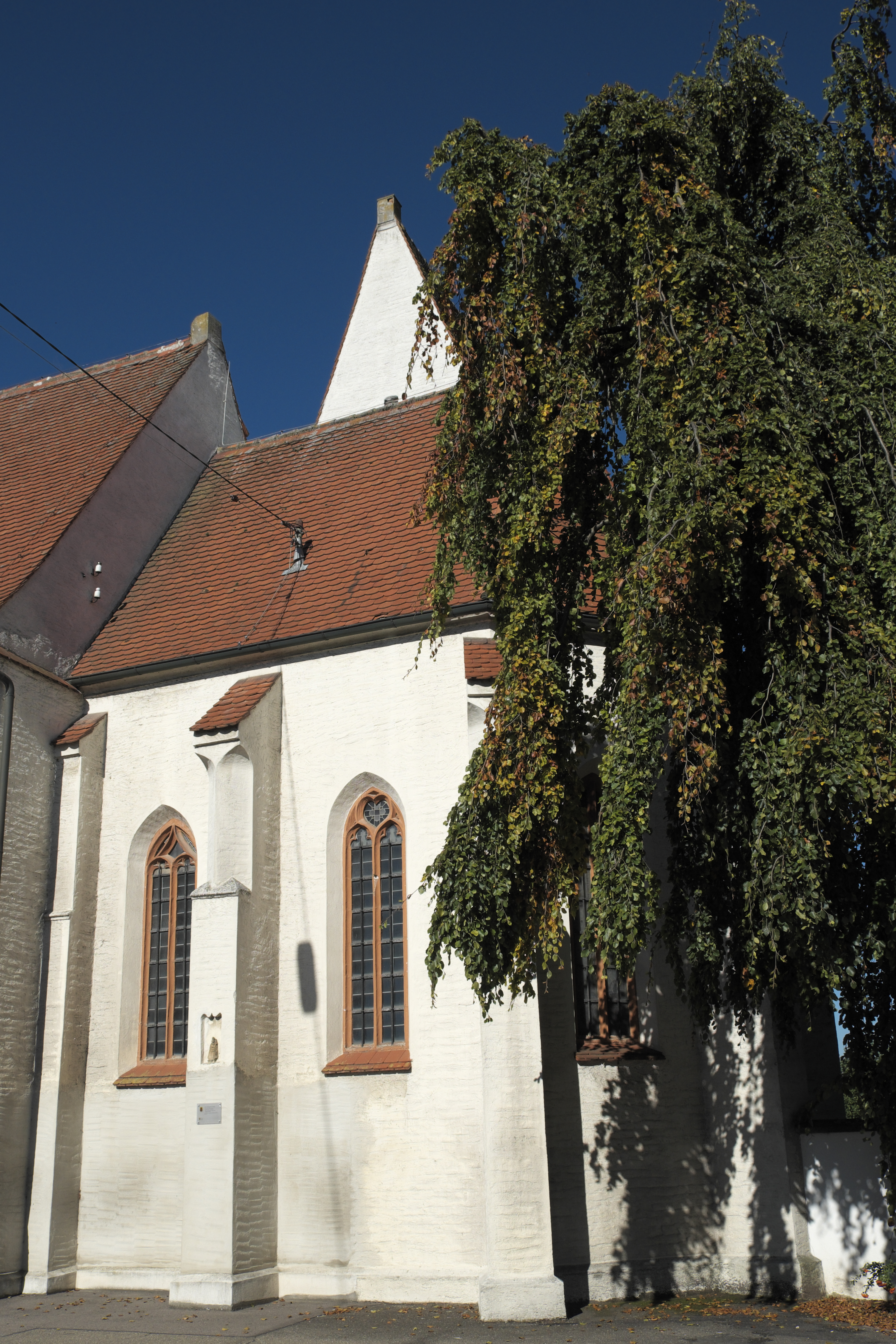
St. Salvator in Höchstädt an der Donau

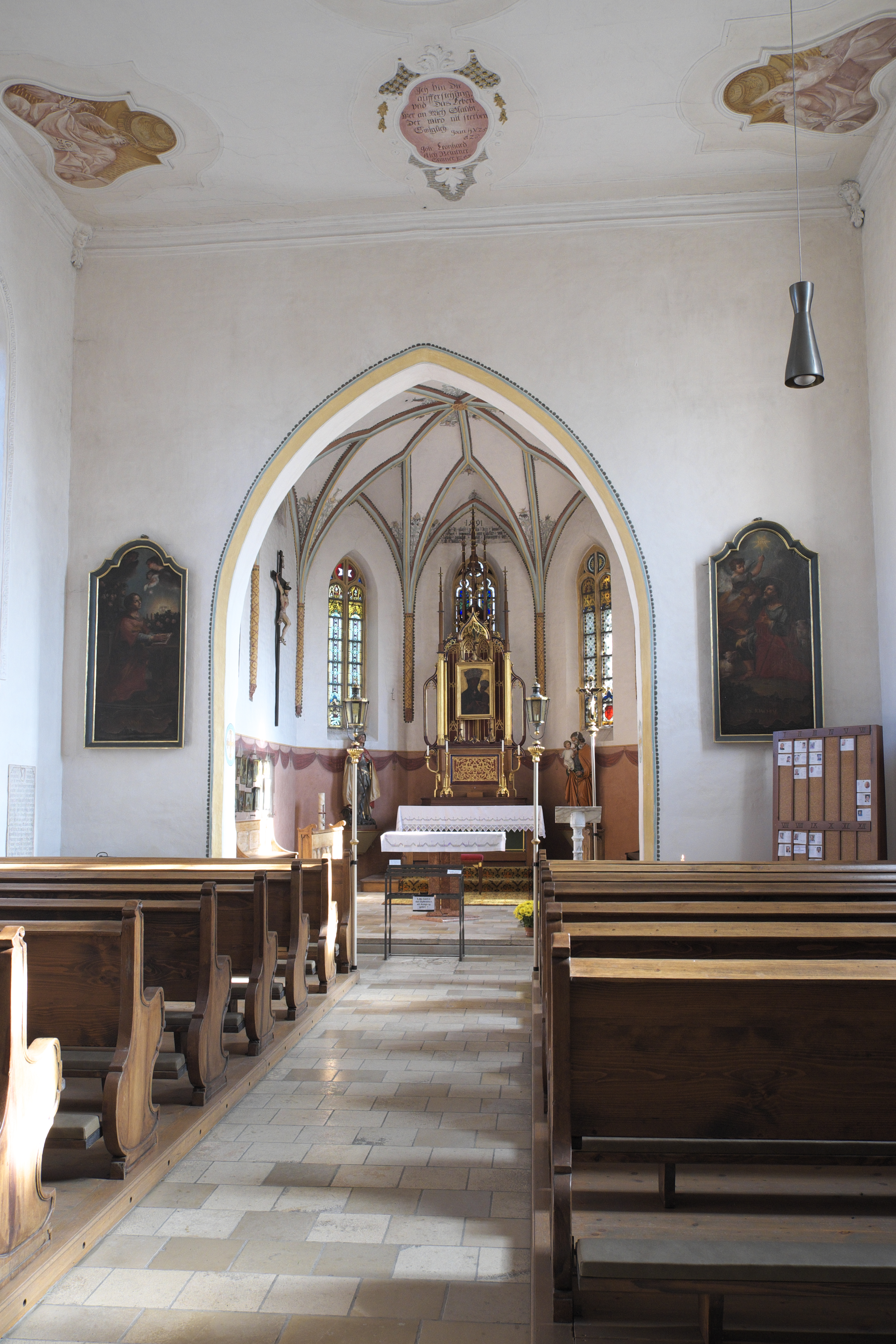
Innenansicht

Die römisch-katholische Friedhofskirche St. Salvator steht in Höchstädt an der Donau, einer Stadt im schwäbischen Landkreis Dillingen an der Donau in Bayern. Das Bauwerk ist in der Liste der Baudenkmäler in Höchstädt an der Donau als Baudenkmal unter der Nr. D-7-73-139-7 eingetragen.

## Beschreibung
Eine 1491 gemäß einer Inschrift von Peter Scheffler, Ludwig Potsacher und Heinrich Schwenger erbaute, spätgotische Kapelle, die heute vielleicht der Chor der Kirche ist, wurde wegen einer Wallfahrt bald zum heutigen Bau erweitert. An die Nordwand des Chors wurde ein Chorflankenturm angebaut, der quer mit einem Satteldach bedeckt ist.
Der Innenraum des Langhauses ist mit einer Flachdecke überspannt, der des Chors mit einem Netzgewölbe über Konsolen. Die Fresken im Langhaus wurden um 1756 von Johann Anwander gestaltet. Für das Altarretabel des Altars im Chor wurde 1741 eine Kopie der Schwarzen Madonna von Tschenstochau gestiftet. Von Johann Michael Fischer stammt ein Kruzifix aus der zweiten Hälfte des 18. Jahrhunderts.